# Missione in Manciuria
Missione in Manciuria (7 Women) è un film del 1966 diretto da John Ford. È l'ultimo film diretto dal regista.

## Trama
1935: in una sperduta missione laica americana in Manciuria, nel cuore della Cina, muore il medico e la direttrice è costretta a richiedere in Patria un nuovo dottore. Inaspettatamente arriva una donna medico, la dottoressa Cartwright, che ha fatto richiesta specifica di tale trasferimento. Le sue motivazioni non sono chiare, ma tutto lascia intendere che la dottoressa abbia un passato da dimenticare. Il personale della missione è totalmente costituito da donne, se si esclude il predicatore, che ha la moglie prossima al parto.
Il comportamento della nuova dottoressa, che - senza tanti complimenti - fuma, non partecipa alle preghiere, tratta tutti da pari a pari, indispettisce la direttrice, donna bigotta, rigida e in odore di omosessualità. Nella zona, già flagellata dalle malattie e dai banditi, scoppia un'epidemia di colera che la Cartwright riesce a fronteggiare e a gestire da grande esperta, tanto che la bigotta direttrice inizia a provare un po' di stima e rispetto verso la dottoressa.
Intanto i ribelli tartari, capeggiati dal sanguinario Tunga Khan, arrivano a due passi dalla missione. La direttrice sostiene che non oseranno entrare, ma viene smentita dai fatti. Gli uomini di Tunga Khan uccidono il predicatore e prendono in ostaggio tutte le donne della missione, pensando che il governo USA pagherà un lauto riscatto. La situazione sembra precipitare quando la dottoressa, accortasi di suscitare l'interesse del rude Tunga Khan, gli offre di diventare la sua compagna in cambio della liberazione di tutte le altre, compreso il bambino che è appena nato. Il tartaro accetta. Le donne vengono fatte uscire e, mentre la direttrice inveisce contro di lei, accusandola di essere una donnaccia, la dottoressa avvelena Tunga Khan con un potente farmaco, riservando le ultime gocce per sé stessa.